# Attention
«Attention» es una canción interpretada por el cantante estadounidense Charlie Puth, incluida en su segundo álbum de estudio Voicenotes (2018). Publicada el 21 de abril de 2017 como sencillo principal del álbum por la compañía discográfica Atlantic Records. Fue compuesta por Charlie Puth y Jacob Kasher, mientras que la producción de la pista estuvo a cargo de Puth. Es una canción de pop rock, con elementos de la música soul y funk de los años ochenta. «Attention» es una canción que habla de una «decepción amorosa».
«Attention» recibió comentarios positivos por parte de la crítica, quienes entre otras, elogiaron la producción que realizó Puth, asimismo elogiaron el progreso que muestra el cantante en comparación con su anterior trabajo discográfico. En la parte comercial, tuvo un éxito comercial. En Estados Unidos logró la quinta posición en Billboard Hot 100, convirtiéndose en su primer top cinco como artista principal. En otros territorios como Australia, Canadá, España, Francia, Nueva Zelanda o Reino Unido, entró entre los diez primeros lugares de sus respectivos listados.
El vídeo musical de la canción se lanzó el 24 de abril de 2017 y la trama de este fue comparada con la corta relación que el intérprete sostuvo con Bella Thorne. Para la promoción del tema, lo interpretó en algunos programas de televisión como el de Ellen Degeneres, o en The Tonight Show Starring Jimmy Fallon. El 25 de agosto del 2019 el vídeo en Youtube llegó al billón de visitas.

## Antecedentes y lanzamiento
Luego del éxito del tema «See You Again», para la séptima entrega de Fast & Furious, el intérprete comenzó a trabajar en lo que sería su álbum debut Nine Track Mind, que tuvo una recepción comercial positiva. Puth se embarcaría en una gira promocional, donde nació la idea original de «Attention», la cual comenzó a desarrollarse en 2016 cuando el intérprete comenzó a grabar partes de la canción mientras se encontraba de concierto en Japón. Dichos fragmentos del tema, los grabó en la aplicación de notas de voz de los celulares iPhone, Voicenotes. 
Puth estrenó la canción en una «exhibición de música inmersiva» en Los Ángeles llamada «The Attention Room» el 19 de abril, la instalación emergente presenta un «túnel infinito» de led, diseñado para replicar la reacción del cerebro a recibir atención.
Dos días después, a las 11:20 p. m., el artista bajo el sello discográfico Atlantic Records, lanzó el material en todas las plataformas digitales, como el sencillo principal de su segundo álbum de estudio.

## Composición
«Attention» fue escrita por Charlie Puth y Jacob Kasher, mientras que Puth se encargó tanto de la producción, como de la instrumentación y programación. Según la partitura publicada en Musicnotes.com por Alfred Publishing Co., Inc, la canción está compuesta en la tonalidad de Mi bemol menor con un tempo moderado de 100 pulsaciones por minuto. La voz de Puth va desde la nota B♭3 hasta la C♭4. «Attention» es una canción de pop rock, que contiene elementos del soul y funk de los años ochenta.  A lo largo de la canción, el cantante se da cuenta de que su pareja solo quiere estar cerca de él para buscar atención y otros motivos ocultos en lugar de amarlo por lo que es, y a pesar, de que la canción habla de una «decepción amorosa», está hecha para olvidar bailando.

## Recepción crítica

Puth durante un concierto.

Mike Wass de Idolator, catalogó a «Attention» como «candidata a canción del verano». Agregó que Charlie «sigue siendo el chico de al lado, un poco más cansado y mucho más dispuesto a decir lo que piensa». De igual manera, el editor elogia la producción del tema, al mencionar que «esa audacia también llega a través de la producción, que Charlie manejó a sí mismo, traqueteando junto con graves gruesos y débiles rastros de música disco». Lars Brandle, de Billboard, lo describió como «pulido» y «surco inyectado». Por su parte, Jordi Bardaji del sitio web español Jenesaispop, destacó el sencillo como una «melodía elegante y magnífica, tan bien escrita que parece de un Max Martin». El sitio web The Musical Hype le otorgó tres estrellas de cinco al tema. El escritor afirma que «"Attention no transforma a Charlie Puth en Superman, sino en una auténtica potencia pop». El editor también escribe:

«[...] Su falsete fue uno de sus trajes fuertes en Nine Track Mind, y es aún más fuerte en su actuación en "Attention", salvo en ese momento en que su voz se quiebra ... Naturalmente, su tono de voz más ligero no se va a volver repentinamente robusto, instrumento formidable, pero tiene más impacto que su última salida»

El sitio también dio su punto de vista a la producción, considerando que estaba «un paso adelante» en comparación con los cortes de Nine Track Mind, que «abarataban» los resultados. El redactor concluye que con «Attention», muestra más potencial que algunos de sus trabajos previos.
En una revisión positiva, Hannah Strong del sitio web Red Brick, escribió que en el tema «sus voces son más raras, las letras son más honestas y lo más importante, la canción empuja su sonido en una dirección más creíble sin alienar a los fanáticos de su primer álbum Nine Track Mind», continua diciendo «esta canción está llena de voces fuertes, producción increíble y letras relacionables, por lo que es imposible no cantar». Por último, Strong aseguró que el tema lleva a Puth al «siguiente nivel», considerando que «es fácilmente una de las mejores canciones lanzadas este verano y tal vez su mejor canción hasta la fecha», auguró también el éxito a la pista y al posterior álbum. Por su parte, Thomas Bleach de TomasBleach.com, indicó que «Attention» hace «exactamente lo que se propone hacer y eso es llamar tu atención». También afirmó que «la pista pop inyectada de ritmo resbaladizo lo ve enfrentando un sonido muy pulido y seductor que se aleja del sonido levemente cringe que solía publicar antes». El editor termina comparando el sonido del sencillo, con el de «That's What I Like» de Bruno Mars y verá la radio «agregarlo casi al instante y alabándolo por su sonido más audaz».

## Recepción comercial
«Attention» debutó en la posición sesenta y ocho de Billboard Hot 100, en Estados Unidos, en la lista del 13 de mayo de 2017. En la semana del 22 de julio, el sencillo pasó del puesto veintitrés al quince, gracias a que en ese lapso, logró despachar 69 000 descargas, que situaron al tema en la segunda casilla de Digital Songs. En la lista del 5 de agosto, «Attention» avanzó al top 10, principalmente por su incremento en audiencia de radio (78 millones) y por vender 52 000 copias esa semana. Así, se convirtió en su segundo corte, dentro de los diez primeros, como artista principal, desde «We Don't Talk Anymore». La siguiente semana, subió una posición al noveno lugar, mientras que subió 22 % en audiencia, lo que significó que llegara a la posición ocho en Radio Songs. Ya para la semana del 2 de septiembre, ascendió a la quinta posición, convirtiéndose en su primer top cinco como artista principal y su segundo en general. A la fecha, solo en Estados Unidos, el sencillo ha vendido 750 900 copias y le ha sido otorgado un disco de platino. «Attention» logró trazar en las listas de otras regiones de América, en Argentina figuró en la posición doce del Monitor Latino, en Canadá llegó a la posición seis de Canadian Hot 100, en Colombia y Ecuador se colocó en las posiciones 53 y 11, respectivamente del listado de National Report, mientras que en México alcanzó el segundo y primer puesto en los listados de airplay simple e inglés, respectivamente.
En Europa tuvo una muy buena acogida comercial. En Alemania alcanzó la novena posición, más tarde, certificó disco de platino, por ventas de 400 mil copias. En las regiones Flandes y Valonia de Bélgica, alcanzó la posición quince y dos respectivamente, igualmente ganó un disco de platino por sus altas ventas. En Francia, entró en los cinco primeros puestos de la lista musical de ese país, convirtiéndose en su segundo corte como artista principal en lograr esa hazaña, asimismo ganó un disco de diamante por más de 250 000 copias. En países como Austria, Dinamarca, España e Italia, logró certificaciones de oro, platino y multiplatino. En Reino Unido, después de cinco semanas, alcanzó la novena posición del listado UK Singles Chart de The Official UK Charts Company, convirtiéndose en su tercer top diez en ese territorio, gracias a eso, ganó un disco de platino, por seiscientas mil unidades vendidas. «Attention» entró en los diez primeros tanto en Australia como en Nueva Zelanda, convirtiéndole en su quinto corte consecutivo dentro del top diez. Gracias a sus altas ventas en ambos países, recibió certificaciones de doble platino y platino, respectivamente.

## Vídeo musical e interpretaciones
El 24 de abril, el vídeo oficial del sencillo fue publicado en el canal de YouTube del intérprete. El clip fue dirigido por Emil Nava y grabado en la ciudad de Los Ángeles. La actriz australiana Samara Weaving interpreta al interés amoroso del artista en el vídeo. El clip comienza en un club, donde Puth hace todo lo posible para evitar a su expareja. La relación problemática de los dos, se hace evidente cuando la pareja se dirige a un apartamento de lujo y la mujer comienza a arrojar jarrones y cristalería. El clip termina con los dos protagonistas terminan besándose y ella maquillándose, y así el ciclo del vídeo comienza de nuevo. Varios medios de comunicación y los fans del artista, compararon la trama del vídeo, con la breve y comentada relación de Puth con la actriz y bailarina estadounidense Bella Thorne.
Puth interpretó «Attention» por primera vez en vivo en la duodécima temporada de The Voice, el 9 de mayo de 2017. El cantante vistió una camisa tipo polo de color roja y un pantalón negro y estuvo acompañado de un grupo de bailarinas. El 18 de mayo, se presentó en el talk show The Tonight Show Starring Jimmy Fallon, acompañado de la banda The Roots. El 7 de junio se presentó en los Wind Music Awards 2017, donde realizó una accidentada actuación, puesto que el micrófono que tenía que usar no funcionó, sin embargo el conductor del evento Carlo Conti le suministró uno nuevo, mientras bromeó con la situación, asemejándola al error de los Premios Óscar.
El 30 de junio, se presentó en vivo en el programa matutino de NBC Today, como parte de la serie de conciertos Citi Concert, allí ofreció detalles de su nueva música, asimismo, interpretó además de «Attention», «One Call Away», «We Don't Talk Anymore» y «Suffer». El productor del show Alex Ficquette, comentó a Billboard que «Lo que más destaca de él, es la amplia gama de fanáticos. Tienes hermanas de la hermandad de la universidad que van de vacaciones de verano juntas a madres y padres. Abarca el espectro de todas las edades, y es igual de apasionado». El 10 de octubre, Puth se presentó como invitado en The Ellen DeGeneres Show, allí interpretó «Attention» para el público. El 12 de octubre se presentó al programa The Late Late Show with James Corden, donde interpretó «Attention», desde su camerino hasta el escenario con algunas paradas «divertidas en el camino».

## Formatos
- Descarga digital[1][57]

1. «Attention» – 3:31
2. «Attention» (versión acústica) — 3:26

- Remixes — Descarga digital[58][59][60][61][62]

1. «Attention» (remezcla de Kyle) — 3:32
2. «Attention» (remezcla de Bingo Players) — 2:24
3. «Attention» (remezcla de Oliver Heldens) — 3:22
4. «Attention» (remezcla de Lash) — 2:55
5. «Attention» (remezcla de HUGEL) — 4:36

- "The Unreal Remixes" — Descarga digital[63]

1. «Attention» (remezcla de Marie Wilhelmine Anders) – 7:27
2. «Attention» (remezcla de Einmeier) – 4:27
3. «Attention» (remezcla de Pyrococcus) – 8:10

## Créditos y personal
Grabación y mezcla
- Grabado en Charlie Puth's Home Studio, Los Ángeles, California
- Mezclado en Larrabee Sound Studios, Los Ángeles, California
- Masterizado en The Mastering Palace, Nueva York, Nueva York
- Publicación de Alfred Publishing Co., Inc., una división de Peaksware Holdings, LLC.

Personal
- Charlie Puth: Voz, composición, instrumentación. producción, programación.
- Chris Galland: Ingeniería de sonido.
- Dave Kutch: Masterización.
- Jacob Kasher: Composición.
- Jan Ozveren: Guitarras
- Jeff Jackson: Ingeniería de mezcla.
- Manny Marroquin: Mezcla.
- Compañía discográfica: Warner Music Group.

Fuente: Notas del sencillo en Discogs y Allmusic.

## Posicionamiento en listas

### Semanales
| País (Lista)                              | Mejor posición |
| ----------------------------------------- | -------------- |
| Alemania (Media Control AG)               | 9              |
| Alemania (Airplay Chart)                  | 3              |
| Argentina (Monitor Latino)                | 17             |
| Australia (ARIA Singles Chart)            | 10             |
| Austria (Ö3 Austria Top 40)               | 11             |
| Bélgica (Flandes) (Ultratop 50)           | 15             |
| Bélgica (Valonia) (Ultratop 50)           | 2              |
| Canadá (Canadian Hot 100)                 | 6              |
| Colombia (National Report)                | 53             |
| Corea del Sur (Gaon International Chart)  | 9              |
| Croacia (ARC Top 40)                      | 6              |
| Dinamarca (Tracklisten)                   | 12             |
| Ecuador (National Report)                 | 11             |
| Escocia (Scotland Singles Chart)          | 12             |
| Eslovaquia (Rádio Top 100)                | 12             |
| Eslovaquia (Singles Digitál Top 100)      | 8              |
| Eslovenia (Slo Top 50)                    | 16             |
| España (Top 100 Canciones)                | 10             |
| Estados Unidos (Billboard Hot 100)        | 5              |
| Estados Unidos (Adult Contemporary)       | 11             |
| Estados Unidos (Adult Pop Songs)          | 1              |
| Estados Unidos (Digital Songs)            | 2              |
| Estados Unidos (Pop Songs)                | 1              |
| Estados Unidos (Radio Songs)              | 1              |
| Europa (Euro Digital Songs)               | 5              |
| Filipinas (Philippine Hot 100)            | 9              |
| Francia (SNEP Singles)                    | 3              |
| Grecia (Greece Digital Songs)             | 5              |
| Hungría (Single Top 40)                   | 5              |
| Hungría (Rádiós Top 40)                   | 7              |
| Irlanda (Irish Singles Chart)             | 11             |
| Israel (Media Forest)                     | 1              |
| Italia (FIMI Singles)                     | 10             |
| Letonia (Latvijas Top 40 Radio)           | 1              |
| Líbano (Lebanese Top 20)                  | 3              |
| Luxemburgo (Luxembourg Digital Songs)     | 8              |
| Malasia (RIM Top 20 Singles)              | 2              |
| México (México Airplay)                   | 2              |
| México (México Inglés Airplay)            | 1              |
| Noruega (Topp 40 Singles)                 | 13             |
| Nueva Zelanda (RMNZ)                      | 6              |
| Países Bajos (Dutch Top 40)               | 11             |
| Países Bajos (Mega Single Top 100)        | 20             |
| Polonia (Polish Airplay Top 100)          | 3              |
| Portugal (AFP)                            | 3              |
| Reino Unido (UK Singles Chart)            | 9              |
| República Checa (Rádio Top 100)           | 17             |
| República Checa (Singles Digitál Top 100) | 13             |
| Rumania (Media Forest)                    | 4              |
| Rusia (Airplay Tophit 100)                | 1              |
| Suecia (Sverigetopplistan)                | 20             |
| Suiza (Schweizer Hitparade)               | 6              |
| Venezuela (Top Anglo)                     | 5              |

## Certificaciones
| País (organismo certificador) | Certificación | Ventas certificadas |
| ----------------------------- | ------------- | ------------------- |
| Alemania (BVMI)               | 3× Oro        | 600 000             |
| Australia (ARIA)              | 5× Platino    | 350 000             |
| Austria (IFPI Austria)        | Oro           | 15 000              |
| Bélgica (BEA)                 | Platino       | 30 000              |
| Canadá (Music Canada)         | 5× Platino    | 400 000             |
| Corea del Sur (Gaon)          | —             | 2 500 000           |
| Dinamarca (IFPI Dinamarca)    | Platino       | 90 000              |
| España (PROMUSICAE)           | 2× Platino    | 80 000              |
| Estados Unidos (RIAA)         | 4× Platino    | 4 000               |
| Francia (SNEP)                | Diamante      | 250 000             |
| Italia (FIMI)                 | 4× Platino    | 200 000             |
| México (AMPROFON)             | 3× Platino    | 180 000             |
| Nueva Zelanda (RMNZ)          | Platino       | 30 000              |
| Países Bajos (NVPI)           | 2× Platino    | 80 000              |
| Polonia (ZPAV)                | Diamante      | 250 000             |
| Portugal (AFP)                | 3× Platino    | 30 000              |
| Reino Unido (BPI)             | 2× Platino    | 1 200 000           |
| Suiza (IFPI Suiza)            | Platino       | 20 000              |

## Historial de lanzamientos
| Territorio           | Fecha                  | Formato               | Versión                          | Discográfica       | Ref.    |
| -------------------- | ---------------------- | --------------------- | -------------------------------- | ------------------ | ------- |
|                      | 21 de abril de 2017    | Descarga digital      | Estándar                         | Atlantic Records   | [ 1 ]   |
| 9 de junio de 2017   | Acústico               | Descarga digital      | [ 57 ]                           | Atlantic Records   |         |
| Estados Unidos       | 16 de junio de 2017    | Descarga digital      | Remix de Bingo Players           | Atlantic Records   | [ 59 ]  |
| Estados Unidos       | 29 de junio de 2017    | Descarga digital      | Remix de Oliver Heldens          | Atlantic Records   | [ 60 ]  |
| Italia               | 21 de abril de 2017    | Radio contemporáneo   | Estándar                         | Warner Music Group | [ 110 ] |
| Estados Unidos       | 2 de mayo de 2017      | Radio contemporáneo   | Estándar                         | Atlantic Records   | [ 111 ] |
| Estados Unidos       | 18 de julio de 2017    | Rítmico contemporáneo | Estándar                         | Atlantic Records   | [ 112 ] |
|                      | 28 de julio de 2017    | Descarga digital      | Remix de LASH                    | Warner Music Group | [ 61 ]  |
| Remix de HUGEL       | 28 de julio de 2017    | Descarga digital      | [ 62 ]                           | Warner Music Group |         |
| 31 de agosto de 2017 | Remix de Kyle          | Descarga digital      | [ 58 ]                           | Warner Music Group |         |
|                      | 5 de noviembre de 2021 | Descarga digital      | Remix de Marie Wilhelmine Anders | Coccus             | [ 113 ] |
| Remix de Einmeier    | 5 de noviembre de 2021 | Descarga digital      | [ 114 ]                          | Coccus             |         |
| Remix de Pyrococcus  | 5 de noviembre de 2021 | Descarga digital      | [ 115 ]                          | Coccus             |         |